# Луна (певица)
Вижте пояснителната страница за други личности с името Луна.
Лу̀на е българска попфолк певица.

## Биография
Луна е родена на 2 април 1971 година в Шумен като Луна Йорданова Йорданова. Майка ѝ е от близкото село Вехтово, има една сестра. От малка проявява музикални наклонности и от 12-годишна пее и свири на китара. Записва се в Математическата гимназия, тъй като само там има музикална паралелка, но е изключена и не завършва. От 15-годишна пее в заведения по морето, а след това се установява в София и се включва в оркестър, който изнася концерти из страната.
През 90-те години Луна пее в сръбски ресторант в Швейцария. През този период издава на аудиокасети първите си албуми - „Плод от рая“ (1996) с издателя „Пик мюзик“ и „Чужденка“ (1997) с „Милена Рекърдс“, с които продължава да работи и през следващите години.
Луна участва два пъти в телевизионното риалити шоу Big Brother – в изданието Vip Brother през 2015 година и в изданието Big Brother: Most Wanted през 2017 година, когато е отстранена заради физическа агресия към други участници. През 2020 година е сред участниците в телевизионното предаване за имитации „Като две капки вода“.
Луна е кандидат за президент на изборите през 2021 година, на които се класира на 6-то място с 0,9%. През следващата година е независим кандидат на парламентарните избори в 25-и избирателен район, но получава само 252 гласа от около 10 хиляди необходими за избор на независим депутат.
През 1 март 2024 г. Луна участва в сборен концерт на изпълнители от ранния период на попфолка „Златните години се завръщат!“ в най-голямата софийска концертна зала „Арена София“.

## Дискография
- Студийни албуми[4]
  - „Плод от рая“ (1996)
  - „Чужденка“ (1997)
  - „Рокля, къса, тясна“ (1998)
  - „Тук-там, тук-там“ (1998)
  - „Искам го-стискам го“ (1999)
  - „Плажно масло“ (2001)
  - „Чики-чики“ (2002)
  - „Завинаги до теб“ (2006)
  - „Леко, леко, леко“ (2018)
- Компилации
  - „Best Ballads“ (2015)[13]

## Награди
- 1999 – Награди на списание „Нов фолк“ – за хит на годината „Тук-там, тук-там“ и награда за най-оригинално сценично присъствие[14]
- 1999 – Награди на радио „Мила“ – за хит на годината „Бягайте, крачета“ и награда за най-оригинално сценично присъствие[14]
- 2000 – Награди на Първи национален попфолк фестивал „Златният Мустанг“ – втора награда на журито за попфолк хит на годината „Бягайте, крачета“[14]
- 2001 – Награди на Втори национален попфолк фестивал “Златният Мустанг – наградата на публиката за попфолк хит – „Бягайте, крачета“[14]